# كل رجال الملك (فلم)
كل رجال الملك (بالإنجليزية: All the King's Men) هو فيلم دراما تم إنتاجه في الولايات المتحدة وصدر في سنة 1949.

## بطولة
- برودريك كروفورد

### ترشيحات وجوائز
| السنة | الحدث | الفئة            | النتيجة  |
| ----- | ----- | ---------------- | -------- |
|       |       | أوسكار أحسن ممثل | فـــــوز |

## الميزانية والإيرادات
حقق أرباحا تقدر بـ 2.4 مليون دولار ( rentals).

## وصلات خارجية
- مقالات تستعمل روابط فنية بلا صلة مع ويكي بيانات